# 辺禹亮
辺 禹亮（ピョン・ウリャン、朝鮮語: 변우량/邊禹亮、1935年1月29日 - ）は、大韓民国の政治家。第9・10代韓国国会議員。
本貫は原州辺氏、号は仁山（インサン、인산）。イエス教長老会の信者。

## 経歴
日本統治時代の慶尚北道醴泉郡出身。中央大学校政外科卒業、延世大学校大学院修了、建国大学校大学院、長老会神学校卒業、カリフォルニア州立クリスチャン大学で哲学博士取得。リンダ・ビスタ・バプテスト聖書大学・神学校名誉文学博士。1976年には姜文奉の辞職により国会議員に繰り上げ当選した。他にはセマウル指導者研修院教授、民主共和党訓練局長・中央訓練院教授、韓国国際政治学会理事、キリスト神学大学副教授兼学科長、大韓民国憲政会理事、正心会（醴泉郡出身者の会）初代会長などを務めた。